# Піщаний Рів
Піщаний Рів — ранньонеолітична стоянка (10–6 тис. до н. е.) на околиці села Рогівки, Новгород-Сіверського району Чернігівської області. В українській радянській літературі зустрічається адаптована російська назва — Пісочний Рів (рос. Песочный Ров).
Розташована на пониженому схилі другої надзаплавної тераси правого берега річки Десни. Потужність культурного шару — 30–40 см на глибині 40–70 см від поверхні. Збереглися переважно вироби з кременю, які виготовлялися на стоянці-майстерні. Досліджувалася археологом Михайлом Воєводським у 1940, 1945–47.